# Macchie

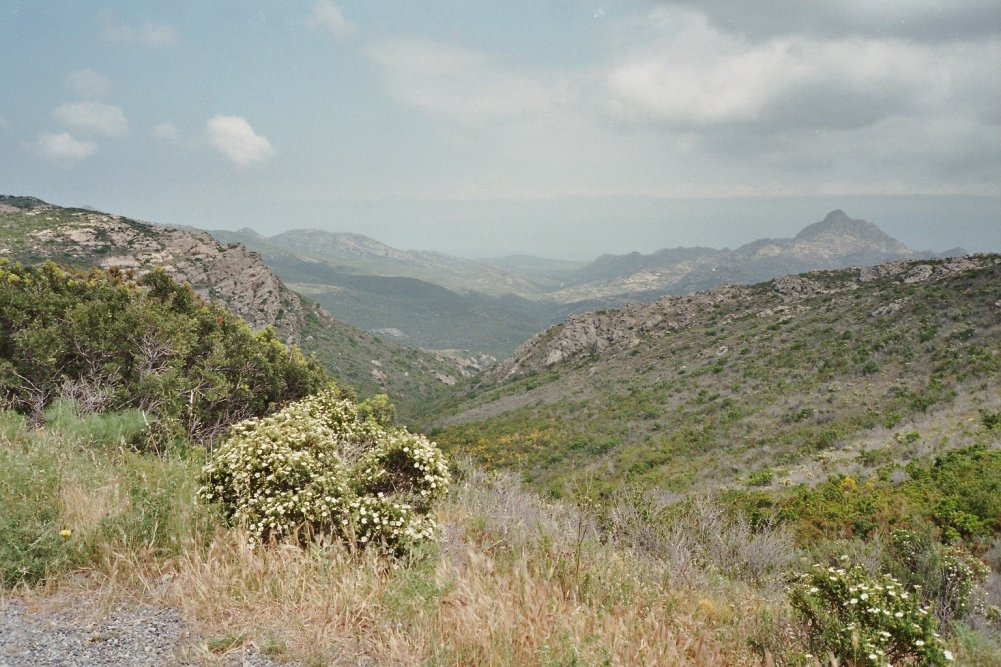
Macchie (dicht geschlossene Bestände links vorn und im Tal) und Garrigue (locker stehendes Buschwerk am Gegenhang) auf Korsika

Die Macchieⓘ (italienisch macchia, korsisch machja, kroatisch makija, französisch maquis), auch Macchia oder Maquis, ist eine sekundär entstandene, anthropogene, immergrüne Gebüschformation der mediterranen Hartlaubvegetationszone.

## Verbreitung

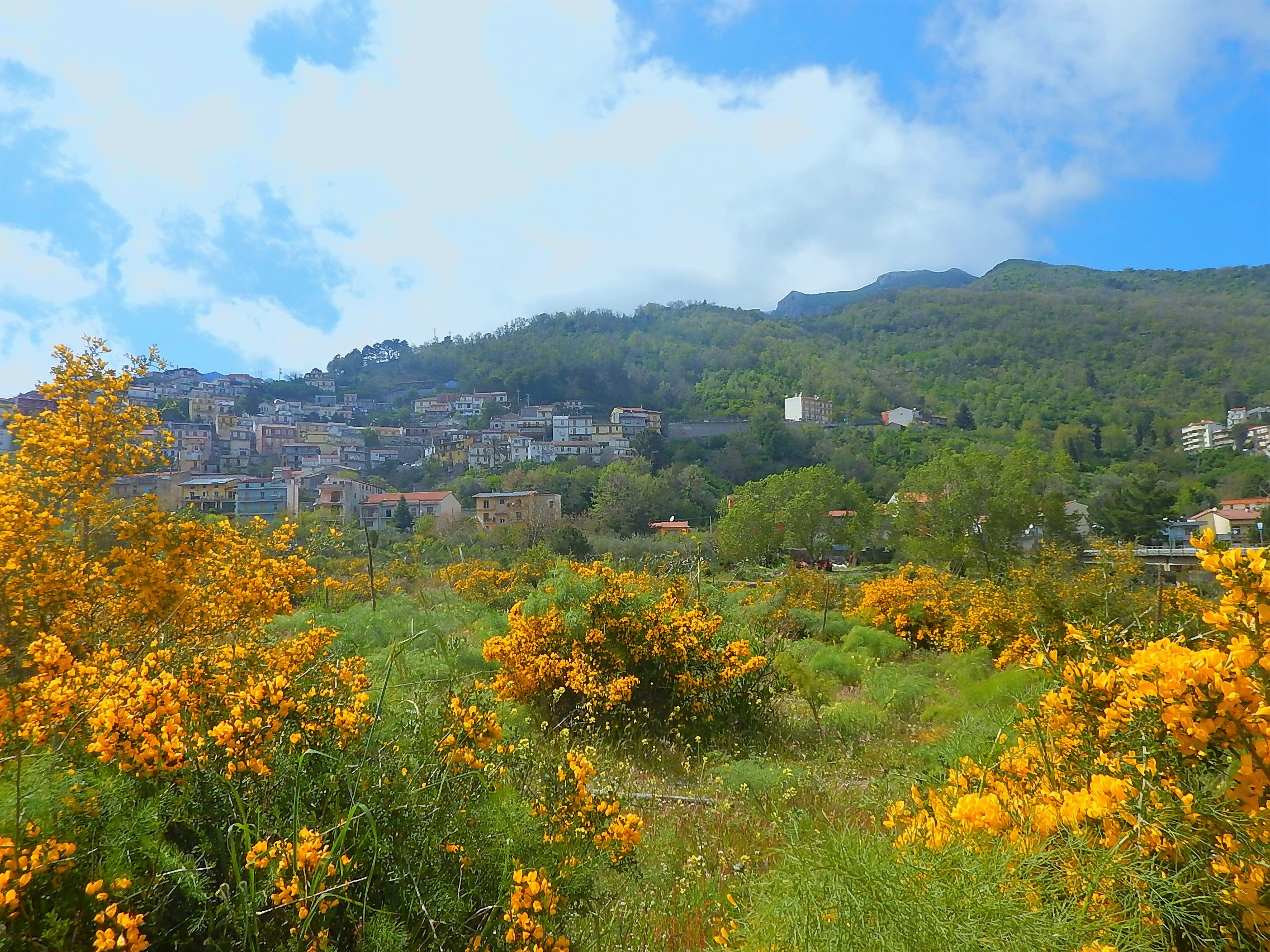
Mediterrane Macchie bei Fondachelli-Fantina, Sizilien

Die Pflanzenformation der Macchie ist charakteristisch für Gebiete mit mediterranem Klima. Dieses kommt in einem unterbrochenen Gürtel in entsprechenden Breitengraden rund um die Erde an der regenreicheren Westseite der Kontinente vor. Das gemäßigt-subtropische Klima ist gekennzeichnet durch relativ ergiebige Winterregen, Sommerdürre und Abwesenheit von strengen Nachtfrösten im gesamten Jahr. Sehr niederschlagsarme oder kontinentale Klimaregionen werden gemieden. Das entsprechende Biom der mediterranen Vegetation tritt neben der Mittelmeerregion selbst in vier weiteren Gebieten der Erde ausgedehnt auf (Kalifornien, Mittelchile, Südafrika, Südwestaustralien). In diesen Regionen kommen Gebüschformationen vor, die der Macchie physiognomisch sehr stark ähneln und ökologisch entsprechen, obwohl sie nicht eine einzige Pflanzenart gemeinsam haben (konvergente Evolution). Die der Macchie entsprechende Vegetation wird in Amerika Chaparral (im spanischen Sprachraum auch Matorral), in Südafrika Fynbos genannt.

## Entstehung
Die Macchie ging aus Wäldern hervor, die durch den Menschen und sein Weidevieh übernutzt wurden. Jahrtausende übermäßiger Nutzung durch den Menschen (Brandrodung, Beweidung, nicht nachhaltige Holzentnahme) führten zur Degradation der normalerweise die Landschaft bestimmenden großen hartlaubigen Eichenwälder zu einem dem Niederwald ähnelnden, drei bis fünf Meter hohen Buschwald. Im Mittelmeerraum ist der hochwüchsige und geschlossene Steineichenwald, der früher für die Region kennzeichnend war, auf winzige, meist teilweise degradierte Relikte zusammengeschmolzen. Die natürliche Waldvegetation muss hier aus Relikten und Degenerationsstadien erschlossen werden. Die Macchienvegetation hat die meisten der beteiligten Pflanzenarten vor der Ausrottung bewahrt und kann sich zum Wald regenerieren. Die Degradation setzte dabei bereits zu Zeiten des römischen Reiches ein und wurde auch im Mittelalter nur begrenzt verringert. Neben der stofflichen Nutzung von Holz (Schiffbau, Baumaterialien) war Holz vor der weiten Verbreitung fossiler Energieträger wie Kohle der wichtigste Energierohstoff – Holz wurde sowohl zum Beheizen privater und öffentlicher Gebäude genutzt als auch metallurgisch in der Verhüttung damals bekannter Metalle. Zur Ausbeutung metallischer Bodenschätze war oft die Verfügbarkeit entsprechender Wälder wichtiger als der Metallgehalt der verfügbaren Erze. Unter dem Begriff Holznot wurde auch nördlich der Alpen die Übernutzung der Wälder Jahrhunderte lang kontrovers diskutiert, was letztlich an der sächsischen Forstakademie Tharandt (betraut unter anderem mit der Sicherstellung der Versorgung des Erzgebirges mit ausreichend Holz) zur Entwicklung des Konzeptes der Nachhaltigkeit führte – Entnahme nur in dem Ausmaße, wie sich der Wald natürlich oder durch menschlichen Eingriff (Aufforstung) regenerieren kann.

## Eigenschaften
Geschlossene Macchien sind durch die dicht stehenden Büsche mit ihren ineinander verflochtenen Ästen und die eingewobenen dorn- oder stachelbewehrten Lianen gekennzeichnet, welche für Menschen und größere Säugetiere nur schwer durchquerbar sind. Die starke Beschattung durch die immergrünen Blätter bewirkt, dass der Unterwuchs nur eine schüttere und artenarme Krautschicht aufweist. Durch intensive Beweidung der Macchie und die damit verbundene Bodenerosion entstehen als weitere Degenerationsstadien artenreiche, niederwüchsige Felsheiden. Diese Vegetationsformen werden unterschiedlich benannt, Garrigue in Frankreich, Phrygana in Griechenland, Tomillares in Spanien. Häufig wechseln sich Macchien und Felsheiden ab und gehen ineinander über.

## Nutzung durch den Menschen
Das Hauptnutzungstier der Macchie ist die Hausziege, deren Futteranteil zu 60 Prozent oder mehr aus Laub und Astwerk bestehen kann. Weit weniger sind Schafe und Schweine in der Macchie zu Hause. Bei der Weidenutzung wurde und wird die Macchie periodisch abgebrannt, um den Weidetieren den Zugang zu den Weideflächen zu ermöglichen und ihr Futter zu verbessern. Zusätzlich gehen einige der Pflanzennährstoffe, welche in der Vegetation gebunden sind, mit der Brandrodung wieder in den Boden über. Die Brandrodung ist heute in allen Mittelmeerstaaten verboten, wird aber vielfach weiter praktiziert. Die Macchie kann sich nach Brand in wenigen Jahren regenerieren, wenn weitere degradierende Einflüsse ausbleiben.
Macchienvegetation kann in Teilen des Mittelmeerraums sehr ausgedehnt sein, insbesondere auf den Inseln. So ist mehr als die Hälfte Korsikas von Macchie bedeckt. Die Macchie ist extrem durch Buschbrände gefährdet. Nach einem solchen Schadensfeuer wächst jedoch innerhalb weniger Jahre die gleiche Pflanzengesellschaft wieder heran (ein Beispiel aus der Türkei und aus Sardinien). Wird die Macchie zu oft abgebrannt, kann sie nicht mehr vollständig regenerieren. Durch häufigen Brand gekennzeichnete Macchienvegetation fällt durch das Zurücktreten der sklerophyllen immergrünen Baum- und Straucharten, vor allem zu Gunsten der Zistrosen (Cistus spp.) auf. Die immergrünen, ein bis drei Meter hohen Sträucher sind zum Teil so dicht, dass darunter keine Krautschicht ausgebildet ist (ähnlich den Hecken in Mitteleuropa). In der Regel sind aufgelichtete Stellen mit niedriger Vegetation mosaikartig eingesprengt.

## Vegetationstypen
Entsprechend ihrer weiten geographischen und ökologischen Amplitude ist die Macchienvegetation in verschiedenen Regionen, je nach geologischem Untergrund, Lokalklima und Nutzungsgeschichte, unterschiedlich ausgeprägt. Den Artengrundstock bilden überall die Arten der ursprünglichen Waldformationen. Die Macchienvegetation unterscheidet sich vom Wald vor allem durch die geringere Wuchshöhe, aber unter günstigen Umständen können im Prinzip alle Arten der Hartlaubwälder auch in der Macchie überleben. Vegetationskundlich werden deshalb die Macchien und die Hochwälder der Hartlaubzone in derselben Vegetationsklasse (den Steineichenwäldern, Quercetea ilicis) zusammengefasst. Die Steineiche (Quercus ilex) selbst ist in Buschform an der Macchienvegetation regelmäßig beteiligt, sofern sie nicht zu stark degradiert ist. Andere Eichenarten, vor allem die wärmeliebendere, überwiegend ostmediterran verbreitete Kermeseiche (Quercus coccifera) können als kugelig befressene Zwergbüsche sogar bis in die Felsheiden überdauern. Weitere weit verbreitete Arten sind Terpentin-Pistazie (Pistacia terebinthus), Breitblättrige Steinlinde (Phillyrea latifolia), Immergrüner Kreuzdorn (Rhamnus alaternus) und die rankenden Arten Spitzblättriger Spargel (Asparagus acutifolius) und Raue Stechwinde (Smilax aspera). In Küstennähe bildet die auffallende Baum-Wolfsmilch (Euphorbia dendroides) eigene Aspekte.
Auf besonders warmen und trockenen Standorten, ebenfalls meist in direkter Meeresnähe, kann die Steineiche ausfallen. Charakteristisch sind hier die Wildform des Olivenbaums (Olea europaea var. sylvestris), der Johannisbrotbaum (Ceratonia siliqua), der Mastixstrauch (Pistacia lentiscus), der Strauch-Gamander (Teucrium fruticans) und andere. Typisch für Macchien basenarmer Standorte sind Baumheide (Erica arborea), Schopf-Lavendel (Lavandula stoechas), Salbeiblättrige Zistrose (Cistus salviifolius), Ginster (Genista spp.). Kalkreiche Standorte bevorzugen zum Beispiel Myrte (Myrtus communis) und der nur ostmediterran verbreitete Östliche Erdbeerbaum (Arbutus andrachne).

## Cistusmacchie
Die Cistusmacchie ist eine Vegetationsgemeinschaft bzw. Form der immergrünen mediterranen Hartlaubvegetation, die sich teilweise fast flächendeckend bzw. meist dominierend aus verschiedenen Zistrosenarten (oft Cistus albidus, Cistus creticus, Cistus monspeliensis und Cistus salviifolius) und anderen immergrünen Sträuchern oder Bäumen zusammensetzt. Dies sind vor allem die Baumheide (Erica arborea), der Westliche Erdbeerbaum (Arbutus unedo), die Kermeseiche (Quercus ciccifera), die Steineiche (Querces ilex), der Olivenbaum (Olea europea), der Mastixstrauch (Pistacia lentiscus), die Myrte (Myrtus communis), die Breitblättrige Steinlinde (Phillyrea latifolia) und der Pfriemenginster (Spartium junceum).